# 1117 Reginita
1117 Reginita är en asteroid i huvudbältet som upptäcktes den 29 maj 1927 av den spanske astronomen Josep Comas i Solà vid Observatori Fabra i Barcelona. Dess preliminära beteckning var 1927 KA. Det namngavs senare efter en yngre släkting till upptäckaren.
Reginitas senaste periheliepassage skedde den 12 februari 2022. Dess rotationstid har beräknats till ungefär 2,95 timmar.